# Joevin Jones
Joevin Martin Jones (* 3. August 1991 in Carenage) ist ein trinidadischer Fußballspieler auf der Position eines Abwehr- und Mittelfeldspielers. Er spielt seit Mai 2023 in der TT Premier Football League für Police FC. In der Nationalmannschaft Trinidad und Tobagos kommt er zumeist als Linksverteidiger zum Einsatz.

## Vereinskarriere

### Karrierebeginn in der Heimat
Joevin Jones wurde am 3. August 1991 in der Küstenstadt Carenage im Nordwesten von Trinidad als Sohn von Kelvin (* 1962) und Merlin Jones geboren und wuchs hier mit seinen drei Brüdern auf. Bereits sein Vater war ein erfolgreicher Fußballspieler in seiner Heimat und gehörte in den 1980er und 1990er Jahren der Fußballnationalmannschaft von Trinidad und Tobago an. Von seinen drei Brüdern schlugen der ältere Bruder Marvin und der jüngere Bruder Alvin eine professionelle Fußballlaufbahn ein; nur sein dritter Bruder Kevin verfolgte keine Laufbahn im Fußballsport. Seine Karriere als Fußballspieler begann Joevin Jones im Alter von sechs Jahren, als er mit seinen Brüdern und seinem Vater fast jeden Morgen in seiner Kindheit und Jugend trainierte. Noch in jungen Jahren wurde er an der Fußballschule des einstigen Spielers und jetzigen Trainers Ronald La Forest, angemeldet. Als 14-Jähriger kam er an die Mucurapo Senior Comprehensive School in der Hauptstadt Port of Spain und agierte an dieser weiterhin als Fußballspieler. Zu ebendieser Zeit schaffte er auch den Sprung in den Nachwuchs des Erstligisten Defence Force FC und trat in den nächsten zwei Jahren in der vereinseigenen Jugendabteilung in Erscheinung. Danach wechselte er ins Nachwuchslager des Ligakonkurrenten W Connection und kam bei diesem bis zu seinem 18. Geburtstag ausschließlich auf Nachwuchsebene zum Einsatz. Während dieser Zeit gewann er mit dem Fußballteam der Mucurapo Senior Comprehensive, der er von 2005 bis 2009 angehörte, im Jahre 2008 den Meistertitel in der North Zone der Secondary Schools Football League (SSFL) und gewann mit dem Team in weiterer Folge die nationale Intercol Big Five. An der Seite des über ein Jahr älteren Kevin Molino wurde Jones zu einem der fünf besten Spieler der SSFL gewählt.

### Erstligadebüt in Trinidad und Tobago
Nach zwei Spielzeiten im vereinseigenen Nachwuchs schaffte Jones im Jahre 2009 den Sprung in die Herrenmannschaft und absolvierte zwei Partien im Zuge der Trinidad and Tobago FA Trophy des Spieljahres 2009. Dabei kam er mitunter auch im Finalspiel gegen den Joe Public FC von Beginn an als Mittelfeldspieler zum Einsatz und steuerte bei der knappen 2:3-Niederlage eine Torvorlage für Matthew Bartholomew bei. In der Saison 2010/11 kam der Mittelfeldakteur zu seinem Ligadebüt und etablierte sich rasch in der Startformation von W Connection. Nach sieben Meisterschaftseinsätzen, bei denen er zwei Tore erzielte, holte ihn Russell Latapy im September 2010 erstmals in die Fußballnationalmannschaft von Trinidad und Tobago. Nach einer Reihe von Länderspielen, in denen er als Stammspieler von Spielbeginn an agierte, hatte er schon bald darauf das Interesse einiger nordamerikanischer Klubs geweckt. Im Februar 2011 wurde er zusammen mit seinem Mannschaftskameraden bei W Connection und im Nationalteam, dem etwas jüngeren Shahdon Winchester, vom Major-League-Soccer-Franchise Colorado Rapids zum Probetraining eingeladen. Nach anfänglichen Problemen mit dem US-Visum, das ihm im ersten Anlauf verweigert wurde, schaffte er es doch noch zum MLS-Franchise. und wurde wenig später auch noch zu einem zweiwöchigen Probetraining beim Ligakonkurrenten Toronto FC eingeladen. Da keines der beiden Probetrainings von Erfolg gekrönt war, kehrte er wieder zu seinem Stammklub zurück.
Nach seiner Rückkehr nach Trinidad und Tobago schaffte er es im Endklassement mit der W Connection auf den vierten Tabellenplatz und steuerte bei zehn Einsätzen zwei Treffer bei. Die Spielzeit 2011/12 beendete er mit dem Team auf dem ersten Tabellenplatz und nahm daraufhin an der CFU Club Championship des Jahres 2012 teil. Dort schaffte es die Mannschaft nach einem zweiten Platz in der Gruppe 5 und einem 4:1-Sieg im Halbfinale über die Puerto Rico Islanders bis ins anschließende Endspiel. Dieses wurde erst im Elfmeterschießen ausgerechnet gegen den Ligakonkurrenten Caledonia AIA verloren. Nachdem er innerhalb der Liga mit W Connection bereits einige kleinere Erfolge feiern konnte, wie zum Beispiel den Gewinn des Trinidad and Tobago Classic im Jahre 2011 und dem zweiten Platz in der Trinidad and Tobago Pro Bowl im selben Jahr, begann er die Saison 2012/13 gleich mit dem Gewinn des Trinidad and Tobago Charity Shields. In dem Spiel erzielte er den Treffer zum 2:0-Endstand und wurde zum Man of the Match gekürt. Als CFU-Club-Championship-Finalist qualifizierte sich die W Connection für die CONCACAF Champions League 2012/13, schied aber bereits frühzeitig, als Letzter der Gruppe H, aus dem Turnier aus. Jones wurde von Trainer Stuart Charles-Fevrier in allen drei Gruppenspielen eingesetzt und erzielte bei einer 2:3-Niederlage gegen Club Xelajú MC ein Tor. Danach fand er in der TT Pro League 2012/13 zu seinem Durchbruch und war mit zehn erzielten Ligatoren der beste Torschütze von W Connection in dieser Saison. Wettbewerbsübergreifend brachte er es 2012/13 sogar auf 19 Treffer; darunter sein erster Hattrick in seiner bisherigen Laufbahn im Herrenfußball. Im Februar 2013 absolvierte er ein weiteres Probetraining beim MLS-Franchise Toronto, wobei allerdings auch dieses nicht von Erfolg gekrönt war. Im Frühjahr 2013 nahm Jones daraufhin mit seiner Mannschaft an der CFU Club Championship 2013 teil, traf im ersten Gruppenspiel gleich im Doppelpack und qualifizierte sich als Sieger der Gruppe A direkt für die CONCACAF Champions League 2013/14.

### Zweite Champions-League-Teilnahme und Wechsel nach Finnland
Noch vor Saisonbeginn 2013/14 wurde Jones zum Mannschaftskapitän der W Connection gewählt und wechselte seine Trikotnummer von 36 auf 10. Daraufhin absolvierte er die ersten drei Gruppenspiele der Savonetta Boys, so der Spitzname von W Connection, in der CONCACAF Champions League 2013/14. Da er jedoch zusammen mit seinem Teamkollegen und Vizekapitän Daneil Cyrus am 22. September 2013 an einem Amateurfußballspiel in seiner Heimatstadt Carenage teilnahm und dieser Einsatz nicht von der Vereinsführung genehmigt worden war, wurde er zusammen mit Cyrus vom Team suspendiert und durften nicht am letzten Gruppenspiel gegen Houston Dynamo teilnehmen. Für die Mannschaft war es ohnehin das letzte Spiel; mit einem einzigen Punkt schied das Team als Letzter der Gruppe A aus. Eine Woche später wurde Jones vom Disziplinarkomitee das Amt des Mannschaftskapitäns entzogen, eine Strafe in Höhe eines Monatsgehaltes ausgesprochen und für zwei Spiele gesperrt. Nach seiner Rückkehr gewann Jones mit der Mannschaft das Trinidad and Tobago Charity Shield, das Trinidad and Tobago Classic, die Trinidad and Tobago Pro Bowl und das Trinidad and Tobago Goal Shield. Zudem wurde er im November/Dezember 2013 Spieler des Monats in der TT Pro League und gewann mit seiner Mannschaft die Trinidad and Tobago FA Trophy der Saison 2013/14, den Fußballpokal von Trinidad und Tobago. Ein ursprünglich für zwölf Tage anberaumtes Probetraining Jones’ bei Udinese Calcio wurde nach wenigen Tagen abgebrochen, da er „nicht die Dynamik für eine Karriere in der Serie A hätte“. Bei einer Verpflichtung wäre er der erst zweite Fußballspieler aus Trinidad uns Tobago in der Geschichte der Serie A gewesen; 2001 wurde Silvio Spann vom damaligen italienischen Erstligisten Perugia Calcio als erster Spieler aus Trinidad und Tobago unter Vertrag genommen.
Nach seiner Rückkehr in die Heimat gewann Joevin Jones mit seiner Mannschaft den fünften Meistertitel in der seit 1999 andauernden Vereinsgeschichte. Mit seinen 14 Meisterschaftstreffern war er nicht nur der beste Torschütze der W Connection, sondern zusammen mit zwei weiteren Spielern der zweitbeste Torschütze dieser Saison hinter Marcus Joseph, der es auf 16 Tore brachte. Am 1. September 2014, etwa drei Wochen vor Beginn der TT Pro League 2014/15, wurde der leihweise Wechsel von Jones zum finnischen Erstligisten HJK Helsinki bis zum Ende der Veikkausliiga 2014 bekanntgegeben. Am 21. September 2014 gab er bei einem 5:1-Heimsieg über IFK Mariehamn sein Ligadebüt, als er in der 69. Spielminute als Ersatz für Mika Väyrynen auf den Rasen kam. Trainer Mika Lehkosuo setzte ihn daraufhin in weiteren fünf der letzten sechs Meisterschaftsspiele ein. Mit HJK Helsinki wurde Jones in dieser Saison finnischer Meister; weiters gewann der Klub, ohne einen Einsatz von Jones, den finnischen Fußballpokal. Für die sechs Gruppenspiele in der Europa League 2014/15, die die Finnen während seiner Leihzeit absolvierten, erhielt Jones keine Spielfreigabe von Lehkosuo. Nach dem Ende des Spieljahres kehrte er wieder in sein Heimatland zurück, schaffte aber bald darauf den erneuten Sprung ins Ausland.

### Wechsel in die Vereinigten Staaten
Am 3. Dezember 2014 unterzeichnete er einen Einjahresvertrag bei Chicago Fire mit Spielbetrieb in der Major League Soccer, der höchsten nordamerikanischen Fußballliga. Im Spieljahr 2015 wurde er von Frank Yallop gleich von Beginn an als Stammkraft in der Abwehrreihe eingesetzt. Bereits im ersten Saisonspiel am 6. März 2015, einer 1:2-Auswärtsniederlage gegen LA Galaxy, spielte der 1,71 m große Akteur über die vollen 90 Minuten durch. Nach einer Torvorlage im dritten Saisonspiel gelang ihm im fünften Ligamatch des Spieljahres gegen den Toronto FC sein erster Treffer in der Major League Soccer. Das Spieljahr 2015 beendete Jones mit der Mannschaft auf dem zehnten und damit letzten Tabellenplatz in der Eastern Conference. Der Nationalspieler von Trinidad und Tobago wurde dabei von Frank Yallop und dem ihm nachfolgenden Interimstrainer Brian Bliss in 28 von 34 möglich gewesenen Meisterschaftspartien eingesetzt. Der Treffer in seinem fünften Ligaspiel blieb der einzige in diesem Spieljahr. Ab der vierten Runde nahm er mit der Mannschaft auch am Lamar Hunt U.S. Open Cup 2015 teil und schaffte es mit der Mannschaft bis ins Semifinale, in dem man mit 0:1 gegen Philadelphia Union unterlag. Unter dem noch im Spätherbst, nach Saisonende nachfolgenden Trainer Veljko Paunović kam Jones in keinem Pflichtspiel mehr zum Einsatz und wechselte im Januar 2016 zu den in der Western Conference der MLS agierenden Seattle Sounders.
Im Gegenzug erhielt Chicago Fire von den Seattle Sounders den 15. Draftpick im MLS SuperDraft 2016 sowie das sogenannte allocation money. Nach seinem Wechsel hatte er es auf die Rückennummer 3 abgesehen; da diese allerdings nicht verfügbar war, da sie von Brad Evans getragen wurde, entschied sich Joevin Jones für die Rückennummer 33. Sein Pflichtspieldebüt für die Seattle Sounders gab Jones am 23. Februar 2016 gegen den Club América im Viertelfinalhinspiel der CONCACAF Champions League 2015/16, für die sich das Franchise aufgrund des Pokalgewinnes des Lamar Hunt U.S. Open Cup 2014 qualifiziert hatte. Nach dem 2:2-Remis im Hinspiel verloren die Sounders das wenige Tage später stattfindende Viertelfinalrückspiel mit 1:3 und schieden aus dem Turnier aus. Zumeist wurde er von Trainer Sigi Schmid und dessen Nachfolger ab Ende Juli, Brian Schmetzer, als Linksverteidiger eingesetzt, kam aber auch zu Einsätzen am linken Flügel. Das Spieljahr 2016 beendete er mit der Mannschaft auf dem vierten Tabellenplatz der Western Conference und schaffte so mit dem Team den Einzug in die saisonabschließenden Play-offs. Dort gewann das Franchise das erste Spiel gegen Sporting Kansas City mit 1:0 und zog in die nachfolgenden Conference Semifinals ein. Auf einen 3:0-Erfolg über den FC Dallas im Hinspiel folgte eine 1:2-Niederlage im Rückspiel, womit die Seattle Sounders mit einem Gesamtergebnis von 4:2 in die Conference Finals einzogen. Nachdem die Sounders auch hier Hin- und Rückspiel gegen die Colorado Rapids gewannen, konnten sie im MLS Cup, dem Finalspiel, den Toronto FC erst im Elfmeterschießen mit 5:4 bezwingen und wurden zum ersten Mal in der Geschichte des Franchises Meister der Major League Soccer. In diesem Jahr kam er in 33 von 34 Ligaspielen zum Einsatz, wobei er zwei Tore und drei Vorlagen beisteuerte und zudem in sechs Play-off-Partien auflief, in denen er zwar selbst torlos blieb, aber drei weitere Tore seiner Teamkollegen vorbereitete. Im Lamar Hunt U.S. Open Cup 2016 schied die Mannschaft bereits in der vierten Runde gegen LA Galaxy aus.
Unter Schmetzer startete Jones, dessen Vertrag bei den Sounders noch bis Saisonende 2017 lief, auch in die Major League Soccer 2017. Dabei war er weiterhin als Stammkraft auf der linken Seite, dabei meist abwechselnd im Mittelfeld und in der Abwehr, im Einsatz. Im Juli 2017 unterschrieb er daraufhin einen Vertrag beim deutschen Zweitligisten SV Darmstadt 98, der erst im Januar 2018 in Kraft trat. Die Darmstädter verpflichteten ihn bis Juni 2020. Bis zum Saisonende brachte es Jones für die Seattle Sounders immerhin noch auf 30 Ligaeinsätze, in denen er ein Tor erzielte und elf Vorlagen machte. Mit zwölf Vorlagen war er hinter Nicolás Lodeiro der zweitbeste Vorbereiter der Seattle Sounders in diesem Spieljahr. Im Endklassement rangierte er mit dem Franchise auf dem zweiten Platz der Western Conference, punktegleich mit den Erstplatzierten, den Portland Timbers. In den saisonentscheidenden Play-offs schafften es die Sounders nach Siegen über den Vancouver Whitecaps FC in den Conference Seminfinals und Houston Dynamo in den Conference Finals erneut bis in den MLS Cup. In diesem unterlag das Franchise aus Seattle allerdings mit 0:2 dem Vorjahresgegner Toronto FC, der ebenfalls zum ersten Mal in seiner Geschichte die Major League Soccer gewann. Im Lamar Hunt U.S. Open Cup 2017 schied Joevin Jones mit den Sounders im Achtelfinale gegen die San José Earthquakes vom laufenden Turnier aus.

### Der Sprung nach Europa
Als ein Wunschspieler des Trainers Torsten Frings, der allerdings im Dezember 2017 in Darmstadt entlassen wurde, kam Jones im Januar 2018 unter dem neuen Trainer Dirk Schuster nach Darmstadt. Bei seinem Pflichtspieldebüt am 28. Januar 2018 im Auswärtsspiel beim FC St. Pauli erzielte er, nachdem er von Schuster von Beginn an eingesetzt wurde, nach Vorlage von Ji Dong-won in der siebenten Minute das spielentscheidende Tor zum 1:0-Endstand und musste bereits in der 38. Minute verletzungsbedingt ausgewechselt werden. Bereits im nächsten Saisonspiel, einer 1:2-Heimniederlage gegen den MSV Duisburg am 6. Februar 2018, konnte Jones wieder mitspielen. Mit den Darmstädtern hielt Jones am Saisonende die Klasse. Er absolvierte 16 Spiele und konnte vier Tore erzielen. In der nächsten Saison stand er in 28 Ligaspielen auf dem Platz und traf 2-mal.

### Rückkehr in die USA und in die Heimat
Am 8. Mai 2019 gaben die Hessen Jones’ sofortige Rückkehr in die US-amerikanische Profiliga MLS zu den Seattle Sounders bekannt. Seattle zahlte 134.000 Euro. Am 10. November 2019 gewann er gegen den Toronto FC mit den Sounders den MLS Cup mit 3:1. In seiner letzten Saison für Seattle erreichte die Mannschaft das Achtelfinale der CONCACAF Champions League, scheiterte dort jedoch am CD Olimpia. Für Seattle spielte er 12 Ligaspiele und traf zweimal. Im MLS-Cup-Finale 2020 scheiterte die Mannschaft mit 3:0 am Columbus Crew SC. Im März 2021 unterschrieb Jones einen zwei-Jahres-Vertrag bei Inter Miami, die in der Major League Soccer antreten. Zum Jahreswechsel 2023 war Jones freigestellt und spielt seit Mai 2023 wieder in seiner Heimat für Police FC.

## Nationalmannschaftskarriere

### Debüt im A-Nationalteam und Einsätze für die U20 und U23
Joevin Jones gab sein Debüt in der Fußballnationalmannschaft von Trinidad und Tobago im Alter von 19 Jahren am 7. September 2010 in einem freundschaftlichen Länderspiel gegen Panama. In dieser Partie setzte ihn Russell Latapy ab der zweiten Halbzeit als Ersatz für Aklie Edwards ein. Danach setzte ihn Latapy in den nachfolgenden fünf Länderspielen im September und Oktober 2010 ein, ehe er ihn in zwei der drei Gruppenspiele anlässlich der Qualifikation zur Karibikmeisterschaft 2010 einsetzte. Nach der erfolgreichen Qualifikation war Jones Teil des 20-köpfigen Spieleraufgebots von Trinidad und Tobago, das an der Endrunde auf Martinique teilnahm. In der dortigen Gruppenphase verlor Trinidad und Tobago Ende November 2010 die ersten beiden Spiele gegen Kuba und Grenada und konnte erst im letzten Gruppenspiel gegen den Gastgeber Martinique einen Punktgewinn verzeichnen. Als Drittplatzierter der Gruppe H schied Trinidad und Tobago aus und konnten sich somit auch nicht für den CONCACAF Gold Cup 2011 qualifizieren. Noch im selben Monat gab er auch sein Debüt für die U20-Auswahl seines Heimatlandes, als er an der Seite von Sheldon Bateau und Akeem Adams in der Abwehr in zwei Qualifikationsspielen zur CONCACAF U-20-Meisterschaft 2011 zum Einsatz kam.
Nach der erfolgreichen Qualifikation kam Jones in beiden Spielen seiner Mannschaft in der in Guatemala stattfindenden CONCACAF U-20-Meisterschaft 2011 zum Einsatz und schied mit Trinidad und Tobago bereits nach diesen beiden Partien als Letzter der Gruppe D vom Wettbewerb aus. Obwohl sich Trinidad und Tobago nicht für die U-20-WM 2011 qualifizierte, nahm Jones in diesem Jahr dennoch an einem größeren Turnier teil. Mit der U23-Auswahl von Trinidad und Tobago, die gleichzeitig die Olympiaauswahl ist, absolvierte er im Oktober 2011 alle Spiele seines Heimatlandes während des Fußballturniers der Panamerikanische Spiele 2011. In den drei Gruppenspielen gelangen Trinidad und Tobago drei Unentschieden, woraufhin Jones mit der Mannschaft als Dritter der Gruppe A ausschied. Des Weiteren kam er zwischen November 2011 und März 2012 in fünf weiteren U-23-Länderspielen anlässlich der Qualifikation zum Fußballturnier der Olympischen Sommerspiele 2012 zum Einsatz.
Nachdem er über ein Jahr lang nicht zum Einsatz gekommen war und ihn Trainer Otto Pfister auch nicht für die erfolglose Qualifikation zur WM 2014 berücksichtigt worden war, kam er am 22. Januar 2012 bei einer 2:3-Niederlage im Freundschaftsspiel gegen Finnland unter dem neuen Trainer Hutson „Barber“ Charles zu seiner Rückkehr in die Nationalauswahl von Trinidad und Tobago. Unter Charles und Jamaal Shabazz, der Charles beim Training der Nationalmannschaft unterstützte, brachte es Jones im Kalenderjahr 2012 zu insgesamt zwölf Länderspieleinsätzen. Sein nächster Einsatz ließ allerdings über ein halbes Jahr auch sich warten; erst am 15. August 2012 absolvierte Jones ein weiteres Freundschaftsspiel, diesmal gegen Kanada. Danach wurde er im Oktober 2012 in den drei Qualifikationsspielen zur Karibikmeisterschaft 2012 eingesetzt. Als Gruppensieger schaffte Trinidad und Tobago den Einzug in die im November 2012 stattfindende zweite Qualifikationsrunde. Hier kam der linke Mittel- und Abwehrspieler abermals in allen drei Gruppenspielen zum Einsatz und schaffte mit seinem Heimatland die Qualifikation für die Endrunde. In dieser, die ebenfalls in einer Gruppenphase, bestehend auf zwei Gruppen mit je vier Mannschaften, begann, setzte ihn das Trainerduo Charles–Shabazz erneut in allen drei Begegnungen ein. Mit einem zweiten Platz in der Gruppe A hinter Haiti zog Trinidad und Tobago ins nachfolgende Halbfinale gegen Martinique ein und konnte sich hierbei erst im Elfmeterschießen durchsetzen. Im Finale unterlag Jones mit den Soca Warriors, der Spitzname der Fußballnationalmannschaft von Trinidad und Tobago, mit 0:1 in der Verlängerung gegen Kuba.

### Erfolgreiche Zeit im CONCACAF Gold Cup
Durch diese Platzierung schaffte es Trinidad und Tobago zum ersten Mal seit sechs Jahren wieder in einen CONCACAF Gold Cup. In der Vorbereitung auf den CONCACAF Gold Cup 2013 absolvierte Jones Ende März 2013 zwei Länderspiele (gegen Belize und Peru) und kam in der direkten Vorbereitung Anfang Juni noch zu weiteren zwei Nationalspielen (gegen Rumänien und Estland). Für Trinidad und Tobago waren dies zugleich die ersten Länderspiele auf europäischem Boden seit der WM-Teilnahme 2006 in Deutschland. Aufgrund seiner Leistungen in den Freundschaftsspielen wurde Jones vom erst wenige Tage im Amt befindenden Trainer Stephen Hart in das 23-köpfige Spieleraufgebot für den CONCACAF Gold Cup 2013 nominiert. Im Anschluss kam der 1,71 m große Akteur in allen drei Gruppenspielen seines Heimatlandes beim in den Vereinigten Staaten stattfindenden Endrunde zum Einsatz. Als Zweiter der Gruppe B schaffte er es mit der Mannschaft ins Viertelfinale und scheiterte in diesem mit 0:1 gegen Mexiko. Für Trinidad und Tobago war es die erste Viertelfinalteilnahme seit dem CONCACAF Gold Cup 2000. Jones kam verletzungsbedingt im letzten Spiel seiner Mannschaft nicht zum Einsatz.
Nach den erfolgreichen Leistungen beim CONCACAF Gold Cup verpasste Jones im September 2013 die Teilnahme seines Heimatlandes am OSN Cup 2013 in Saudi-Arabien und musste aufgrund von Erschöpfung pausieren. Aufgrund seines Fauxpas in der Liga, als er im September 2013 ohne Erlaubnis seines Stammvereins an einem Amateurspiel teilnahm und aufgrund dessen das Amt als Mannschaftskapitäns entzogen bekam, setzte es auch Konsequenzen im Nationalteam und Jones wurde von Hart vor einem Freundschaftsspiel gegen Neuseeland aus dem Kader genommen. Erst im November 2013 wurde er für zwei freundschaftliche Länderspiele gegen Jamaika wieder berücksichtigt und von Trainer Stephen Hart eingesetzt. Nach zwei Länderspielen gegen Argentinien und Iran Anfang Juni 2014 kam Jones im Oktober 2014 in allen drei Gruppenspielen der Qualifikation zur Karibikmeisterschaft 2014 zum Einsatz.
Nach dem Gruppensieg trat Trinidad und Tobago in der Endrunde ebenfalls in einer Gruppenphase an und beendete diese als Sieger, wobei gleich im Finale auf den anderen Gruppensieger, Jamaika, traf. Wie bereits zwei Jahre zuvor unterlag die Mannschaft im Finale; diesmal erst im Elfmeterschießen. Jones absolvierte dabei ein Gruppenspiel gegen Kuba sowie das Finalspiel gegen Jamaika. Danach dauerte es wieder über ein halbes Jahr, ehe Jones von Hart in einem freundschaftlichen Länderspiel gegen Jordanien eingesetzt wurde. Im Juli 2015 war er daraufhin Teil des 23-Mann-Aufgebots, das am CONCACAF Gold Cup 2015 in den Vereinigten Staaten und Kanada teilnahm. Im ersten Gruppenspiel gegen Guatemala erzielte Joevin Jones in der 25. Spielminute den Treffer zur 3:0-Führung, der zugleich der erste im Laufe seiner bisherigen Nationalmannschaftskarriere war. Für Jones war es das 42. Länderspiel in der A-Mannschaft von Trinidad und Tobago. Danach kam er auch noch in den beiden weiteren Gruppenspielen gegen Kuba und Mexiko zum Einsatz und stieg mit der Mannschaft als Gruppensieger ins Viertelfinale auf. In diesem unterlagen die Soca Warriors erst im Elfmeterschießen der Nationalelf aus Panama.

### Bezwinger der Vereinigten Staaten
Nach drei freundschaftlichen Länderspielen zwischen September und Oktober 2015 startete Jones im November 2015 mit seinem Heimatland in die Qualifikation zur WM 2018. Hier kam er in den beiden ersten Gruppenspielen gegen Guatemala und die Vereinigten Staaten zum Einsatz und absolvierte Anfang Januar 2018 ein Spiel gegen Haiti anlässlich der Qualifikations-Play-offs zur Copa América Centenario 2016. Trinidad und Tobago verlor das Spiel durch ein spätes Tor von Haiti und scheiterte somit an einer Teilnahme an der Copa América Centenario. Für Jones persönlich erfolgreich verliefen die nachfolgenden WM-Qualifikationsspiele im März und September 2016. So erzielte er in den beiden Spielen gegen St. Vincent und die Grenadinen je einen Treffer und steuerte beim 2:2-Remis gegen Guatemala beide Treffer seines Heimatlandes bei. Einzig im letzten Gruppenspiel, einer 0:4-Niederlage gegen die Vereinigten Staaten, kam er nicht zum Torerfolg. In der Anfang Oktober 2016 stattfindenden Qualifikation zur Karibikmeisterschaft 2017 setzte ihn Stephen Hart in beiden Partien ein. Trinidad und Tobago rangierte daraufhin auf dem zweiten Gruppenplatz und musste in die entscheidenden Play-offs. Nachdem er noch im November 2016 in zwei WM-Qualifikationsspielen unter dem scheidenden Trainer zum Einsatz gekommen war, wurde er von dessen Nachfolger, dem aus Belgien stammenden Tom Saintfiet, in der im Januar 2017 stattfindenden Play-off-Phase der Qualifikation zur Karibikmeisterschaft nicht berücksichtigt. Zwischen März und Oktober 2017 wurde Jones schließlich in allen acht weiteren WM-Qualifikationsspielen eingesetzt, wobei ihm mitunter bei einer 1:2-Niederlage gegen Honduras ein Treffer gelang. Am Ende der fünften WM-Qualifikationsrunde rangierte Jones mit Trinidad und Tobago abgeschlagen auf dem letzten Gruppenplatz, nachdem man aus zehn Partien nur zwei gewann und die weiteren acht verlor. Als persönlicher Erfolg kann dabei allerdings das letzte Gruppenspiel gegen die Vereinigten Staaten gewertet werden. Trinidad und Tobago bezwang dabei am 10. Oktober 2017 nach einem Eigentor des US-Amerikaners Omar González und einem weiteren Treffer von Joevin Jones’ Bruder Alvin die Vereinigten Staaten mit 2:1, woraufhin sich diese, auf dem vorletzten Gruppenplatz rangierend, ebenfalls nicht für die WM-Endrunde qualifizierten. Die Vereinigten Staaten scheiterten zum ersten Mal seit 1986 an einer WM-Qualifikation.
Im Januar 2025 lag seine Länderspielbilanz bei 93 Einsätzen und 14 Toren.

## Erfolge

### Vereinserfolge
mit W Connection
- Sieger des Trinidad and Tobago Classic: 2011 und 2013
- Finalist der Trinidad and Tobago Pro Bowl: 2011
- Sieger der Trinidad and Tobago Pro Bowl: 2013 und 2014
- Sieger des Trinidad and Tobago Charity Shields: 2012, 2013 und 2014
- Sieger des Trinidad and Tobago Goal Shields: 2013
- Finalist des Trinidad and Tobago Goal Shields: 2014
- Sieger der Trinidad and Tobago FA Trophy: 2013/14
- Meister der TT Pro League: 2011/12 und 2013/14
- Finalist der CFU Club Championship: 2012
- Gruppensieger der CFU Club Championship: 2013

mit HJK Helsinki
- Meister der Veikkausliiga: 2014
- Sieger des finnischen Fußballpokals: 2014 (ohne Einsatz)

mit den Seattle Sounders
- Sieger des MLS Cups: 2016, 2019
- Finalist des MLS Cups: 2017, 2020

### Nationalmannschaftserfolge
- Finalist der Fußball-Karibikmeisterschaft: 2012 und 2014